# Tout Puissant Mazembe
Maillots
Actualités

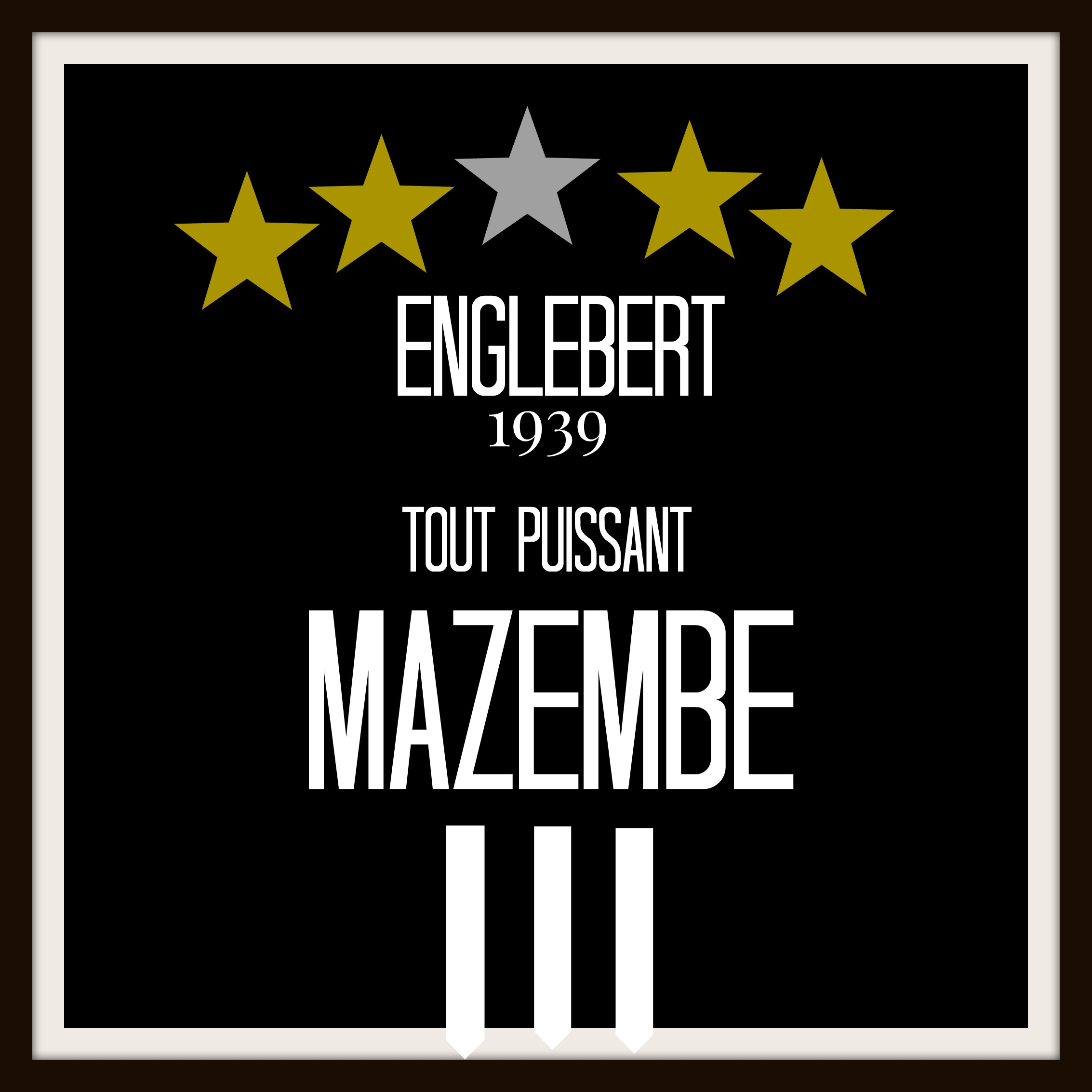
Drapeau utilisé par les supporters

Le Tout Puissant Mazembe, plus communément appelé TP Mazembe est un club de football congolais basé à Lubumbashi et fondé en 1939. Depuis 1997, le propriétaire du club est Moise Katumbi, homme d'affaires et homme politique congolais.
Le Tout Puissant Mazembe  possède l'un des plus beaux palmarès du football africain avec cinq Ligues des champions de la CAF (1967, 1968, 2009, 2010, 2015), trois Supercoupe de la CAF, une Coupe d'Afrique des vainqueurs de coupe (1980) ainsi que deux Coupe de la confédération (2016, 2017).
Le TP Mazembe établit également plusieurs records sur le continent en devenant la première équipe d’Afrique subsaharienne à remporter cinq Ligues des champions de la CAF ; seuls les clubs d'Afrique septentrionale d'Al Ahly et du Zamalek ont fait mieux ou aussi bien. Le Tout Puissant Mazembe est la troisième équipe africaine à avoir établi un triplé sur le continent en remportant consécutivement une Ligue des champions de la CAF (2015), et deux Coupes de la Confédération (2016 et 2017). Le TP Mazembe est l'une des six équipes à avoir remporté toutes les compétitions de clubs africains possibles, avec Al Ahly, le Zamalek, l'ES Sahel, l’Esperance Sportive de Tunis et la JS Kabylie. En 2010, le club est devenu le premier club non européen ou sud-américain à accéder à la finale de la Coupe du monde des clubs.
Le TP Mazembe a une grande rivalité qui l’oppose face au FC Lupopo club de la même ville[réf. nécessaire] et une autre grande rivalité face au club kinois de l’AS Vita Club qui est l’un des meilleurs clubs au niveau national[réf. nécessaire].

## Histoire
En 1939 à Élisabethville, aujourd'hui rebaptisée Lubumbashi, les missionnaires bénédictins qui dirigent l'Institut Saint-Boniface décident de mettre sur pied une équipe de football dans laquelle évoluent ceux de leurs élèves qui consacrent le plus clair de leurs loisirs au scoutisme.
Cette équipe, ses promoteurs la baptisent FC Saint-Georges (du nom du saint-patron des scouts) et l'affilient directement en première division à la Fédération royale des associations sportives indigènes (FRASI), où elle occupe, à la fin de la saison 1939, la troisième place derrière les clubs Léopold et Prince-Charles, actuellement FC Vijana Katuba et Lubumbashi-Sports. En 1944, les jeunes scouts deviennent routiers et le FC St Georges est rebaptisé Saint Paul FC. Quelques années plus tard, l'incorporation de certains éléments étrangers à l'Institut amène les missionnaires à abandonner la gestion de l'équipe qui prend la dénomination de FC Englebert, d'après le nom d'une marque de pneumatiques, sponsor du club.
À l'issue de cette saison sportive, l'équipe termine première et sans défaite. Pour immortaliser ce résultat, les dirigeants décidèrent alors d'ajouter le qualificatif de « Tout Puissant » à Englebert. Après l'indépendance du Congo, le 30 juin 1960, Englebert se restructure en 1966, renouvelle son effectif et réalise le triplé (championnat national, coupe du Katanga et coupe du Congo).

### De 1967 à 1970: deux succès sur quatre finales africaines des champions
Le club connait une période faste à la fin des années 1960. En 1967 et 1968, il remporte deux coupes d'Afrique des clubs champions. En ajoutant les deux échecs de 1969 et 1970, il est quatre fois successivement finaliste de la coupe des clubs champions de 1967 à 1970. Le TP Mazembe est alors la première et seule équipe africaine à avoir défendu son titre en finale.

### 1970-2009
Après avoir manqué de remporter définitivement le trophée Kwame N'Krumah, le TP Englebert sombre un temps dans l’anonymat.
Le 7 décembre 1980, il renoue avec le succès en remportant la 6e coupe des coupes.

### Retour au premier plan
Après 18 années d'absence, le TP Mazembe revient sur la scène africaine grâce à un homme de 38 ans, Moïse Katumbi, son actuel président. 39 ans après, une nouvelle page d'histoire est écrite chez les Corbeaux. L'équipe perd le titre urbain, gagne le championnat provincial et surtout la Ligue Nationale de Football, pour sa 14e édition. Pour compenser ces mérites, un 4e titre continental est arraché en Ligue des champions de la CAF le 7 novembre 2009 au stade municipal de Lubumbashi face aux Nigérians du Heartland FC. Après avoir perdu 2-1 à Owerri lors du match aller, l'essentiel est fait à Lubumbashi lors du retour : 1-0 en faveur des Corbeaux. Ce titre continental leur ouvre les portes de la Coupe du monde des clubs de la FIFA 2009 organisée à Abou Dhabi.
Aux Émirats arabes unis, le représentant africain termine 6e de cette compétition remportée par le FC Barcelone. Mazembe devient alors le premier club subsaharien à participer à cette compétition.
L'année d'après, les Corbeaux reviennent comme en 1967 et 1968 sur le podium africain en réussissant un parcours remarquable en ligue des champions de la CAF pour la saison 2010. Après un début timide en 16e de finale, le tenant du titre est suspendu par la FIFA, pour une année. Diego Garzitto parti, arrive l'entraîneur Lamine N'Diaye, un tacticien franco-sénégalais ambitieux, placé à la tête du staff technique. Sous sa direction, le TP Mazembe stabilise sa défense et bat, en demi-finale, les Algériens de la Jeunesse sportive de Kabylie : 3-1 à Lubumbashi et 0 but partout à Tizi-Ouzou. Mazembe affronte en finale l’Espérance sportive de Tunis, qui avait battu sèchement les Corbeaux lors de la phase de groupes à Tunis 3-0, échec cuisant qui précipita le départ de Garzitto. Pour la manche aller, le 31 octobre au stade omnisports de la Kenya de Lubumbashi archicomble, les Corbeaux rendent la monnaie de sa pièce à l'ES Tunis : 5 buts à 0, score sans appel. Au stade de Radès, le 13 novembre, le TP Mazembe encaisse un premier but mais le jeune Déo Kanda, entré en cours de jeu, égalise en 2e période. Mazembe réalise le doublé tant espéré par ses farouches supporters.

### Premier club africain finaliste du mondial des clubs
1967, 1968, 2009 et 2010 : le TP Mazembe domine l’Afrique et retourne à Abu Dhabi au Mondial des clubs de la FIFA avec quatre étoiles dorées sur sa vareuse. Il remporte aussi la Super Coupe d’Afrique face au Stade malien (2-0) sur des buts de ses Zambiens Stopila et Singuluma.
En quart de finale, le TP Matzembe domine les Mexicains du Pachuca FC (1-0) grâce à un but de Bedi Mbenza, servi par Patou Kabangu. La demi-finale oppose Mazembe à Porto Alegre.
En demi-finale, après avoir longtemps résisté aux Brésiliens de l’Internacional de Porto Alegre grâce en particulier à un Kidiaba, les Corbeaux réalisent un formidable exploit sur deux buts de Patou Kabangu et Alain Kaluyituka Dioko (2-0). Pour la première fois dans l’histoire de ce Mondial des clubs, le représentant africain est en finale !
L’Inter de Milan d’Eto'o remporte ce trophée 2010.
Fin janvier 2011, les Corbeaux s’adjugent leur deuxième doublé Coupe d’Afrique / Super Coupe en battant les Marocains du FUS de Rabat (0-0 et 9-8 aux penalties).

### Affaire Besala
Lors du match aller des huitièmes de finale de la Ligue des champions 2011 qui oppose le TP Mazembe aux Marocains du Wydad Athletic Club de Casablanca, le latéral Janvier Besala Bokungu est aligné. Après le match, qui se termine sur le score de 1-0 pour les Marocains (but de Mustapha Allaoui), l'Espérance sportive de Tunis porte plainte auprès de la Confédération africaine de football en revendiquant l'appartenance de Besala. La CAF, après réflexion, décide de disqualifier le TP Mazembe le lendemain de sa victoire 2-0 à Lubumbashi au match retour, qui éliminait les Marocains, prétextant une rupture abusive de contrat. Or, en octobre 2010, il était écrit que Besala avait quitté le club après des négociations normales. Le président du Mazembe, Moïse Katumbi dénonce un complot de l’Espérance Sportive de Tunis afin de se venger de sa lourde défaite (0-5) contre Mazembe lors de l'édition 2010 de la Ligue des Champions avec la complicité du Wydad. L'affaire est renvoyée devant la Fifa qui approuve la décision de la CAF ; par conséquent le TP Mazembe est définitivement éliminé de la compétition.

### 20etitre
En 2024, le club remporte son 20e championnat de RDC.

### Logos

2010-2015.
2015-2018
depuis 2018.

## Structure

### Supporters
Le club possède un groupe de supporters fondé en 1983, appelé 100 pour 100.

### Centre de formation
Le club possède un centre de formation, Katumbi Football Académie (KFA), dirigé par le Français Régis Laguesse, ancien footballeur devenu entraîneur, remplacé plus tard par Richard Mubemb.

### Finances
Le budget du club est de 11 millions de dollars en 2021.

### Sponsors et équipementiers
| Période   | Équipementier | Sponsor                |
| --------- | ------------- | ---------------------- |
| 2008-2009 | Adidas        | Mining Company Katanga |
| 2009-2010 | Adidas        | Brasseries Simba       |
| 2010-2016 | Adidas        | Mining Company Katanga |
| 2016-2019 | Adidas        | Brasseries Simba       |
| 2019-2022 | Sogam         | Brasseries Simba       |
| 2021-2022 | Sogam         | Mining Company Katanga |
| 2022-     | Sogam         | Brasseries Simba       |

## Palmarès
| Compétitions nationales | Compétitions internationales | Compétitions provinciales |
| - Championnat de la RD Congo (20) (record) : - Champion : 1966, 1967, 1969, 1976, 1987, 2000, 2001, 2006, 2007, 2009, 2011, 2012, 2013, 2014, 2016, 2017, 2019, 2020, 2022, 2024 - Coupe de la RD Congo (5) - Vainqueur : 1966, 1967, 1976, 1979, 2000 - Finaliste : 2003 - Supercoupe de la RD Congo (3) - Vainqueur : 2013, 2014, 2016 | - Ligue des champions de la CAF (5) - Vainqueur : 1967, 1968, 2009, 2010, 2015 - Finaliste : 1969, 1970 - Supercoupe de la CAF (3) - Vainqueur : 2010, 2011, 2016 - Finaliste : 2017, 2018 - Coupe de la confédération (2) - Vainqueur : 2016, 2017 - Finaliste : 2013 - Coupe d'Afrique des vainqueurs de coupe (1) - Vainqueur : 1980 - Coupe du monde des clubs - Finaliste : 2010 | - LIFKAT (6) : - Champion : 1966, 2006, 2007, 2009, 2010, 2011 - EUFLU (19): - Champion : 1947,1965, 1966, 1968, 1971, 1973,1975,1976, 1977, 1978, 1986, 1988, 1994, 1995, 1997, 1999, 2000, 2003, 2004, 2011 |

## Personnalités du club

### Joueurs emblématiques
- Pierre Kalala Mukendi (1962-1974)
- Mwamba Kazadi
- Bwanga Tshimen (1963-1981)
- Robert Kidiaba (2002-2016)
- Trésor Mputu (2003-2014) (2016-2023)
- Rainford Kalaba (2010-2023)

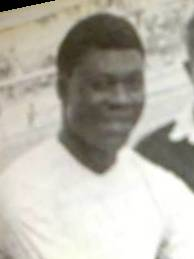
Pierre Kalala Mukendi, double vainqueur de la Coupe d'Afrique des clubs champions (1967 et 1968)
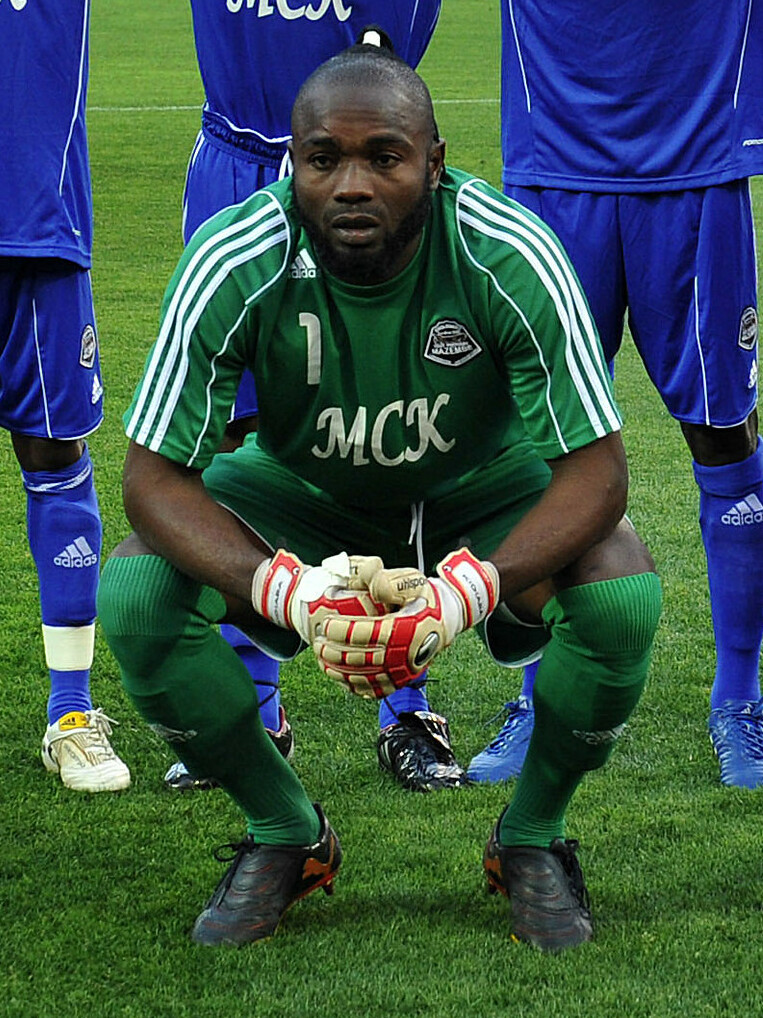
Robert Kidiaba, joueur le plus capé du club (681 matchs)
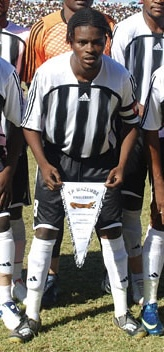
Trésor Mputu, meilleur buteur de l’histoire du club (200 buts)

### Top 10 des meilleurs buteurs
| Rang | Nationalité          | Buts |
| 1    | Trésor Mputu         | 200  |
| 2    | Mbwana Ally Samatta  | 83   |
| 3    | Patou Mulota Kabangu | 76   |
| 4    | Dieumerci Mbokani    | 75   |
| 5    | Rainford Kalaba      | 74   |
| 6    | Dioko Kaluyituka     | 61   |
| 7    | Ben Malango          | 58   |
| 8    | Jackson Muleka       | 57   |
| 9    | Jonathan Bolingi     | 33   |
| -    | Thomas Ulimwengu     | 33   |

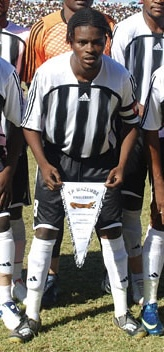
Trésor Mputu, joueur évoluant au club de 2003 à 2014 et 2016 à 2023
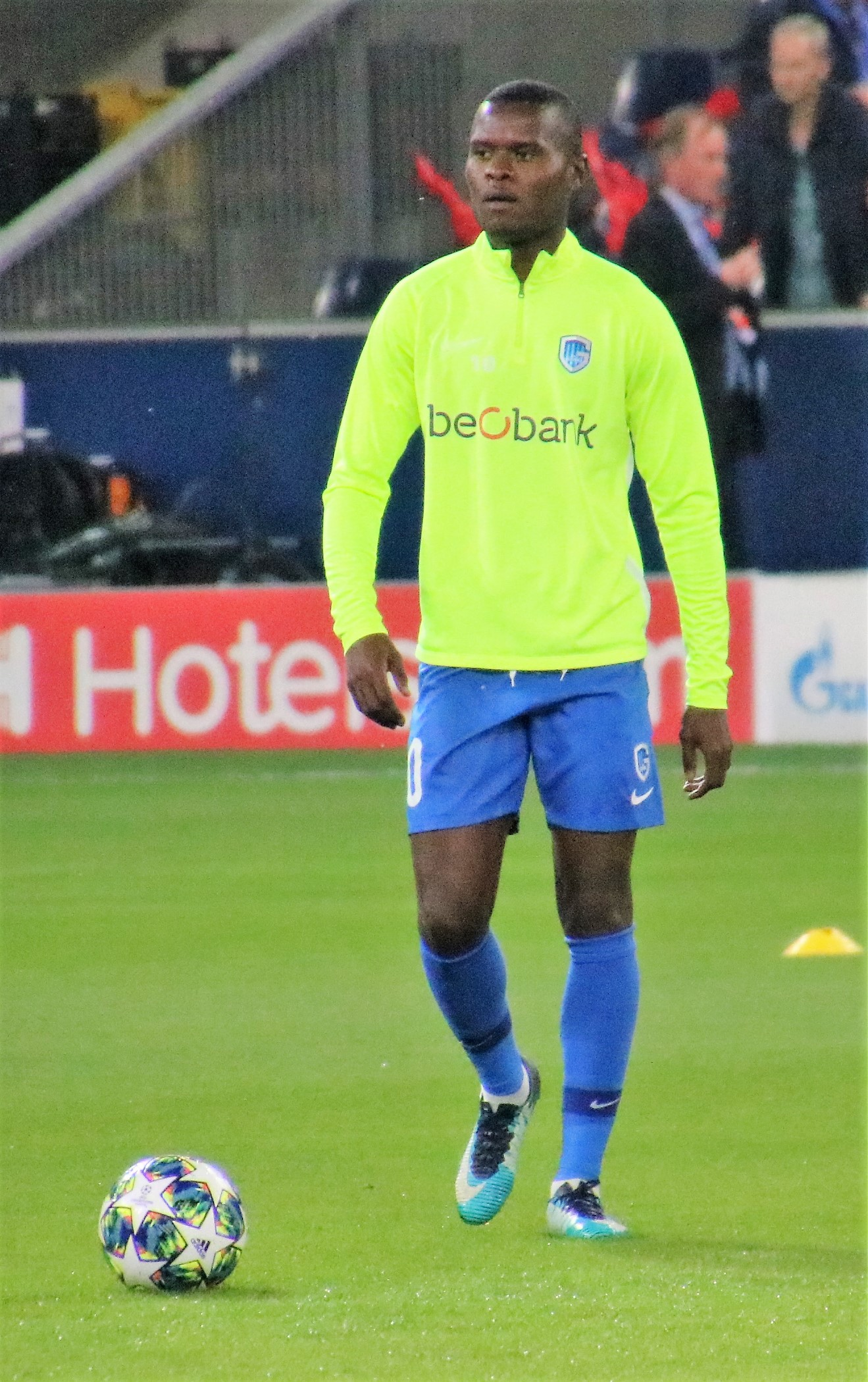
Mbwana Ally Samatta, joueur évoluant au club de 2011 à 2016
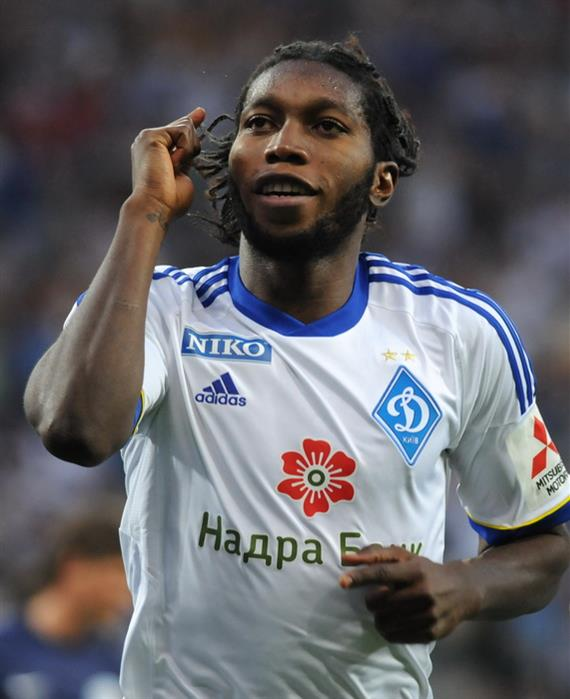
Dieumerci Mbokani, joueur évoluant au club de 2005 à 2006
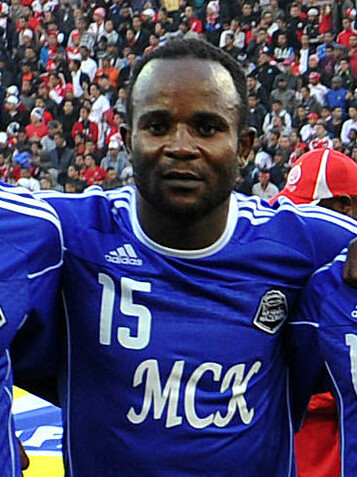
Dioko Kaluyituka, joueur évoluant au club de 2007 à 2011
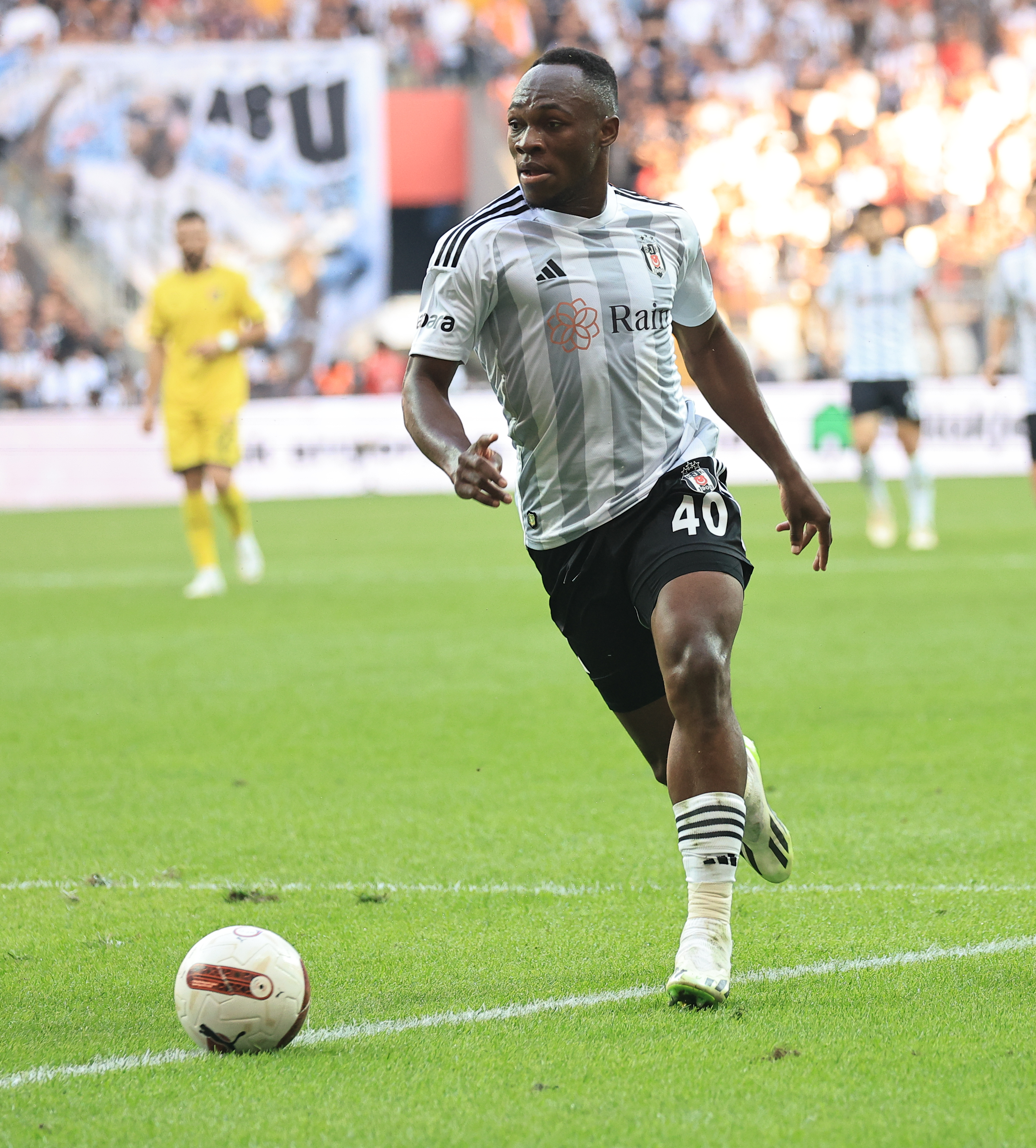
Jackson Muleka, joueur évoluant au club de 2017 à 2020
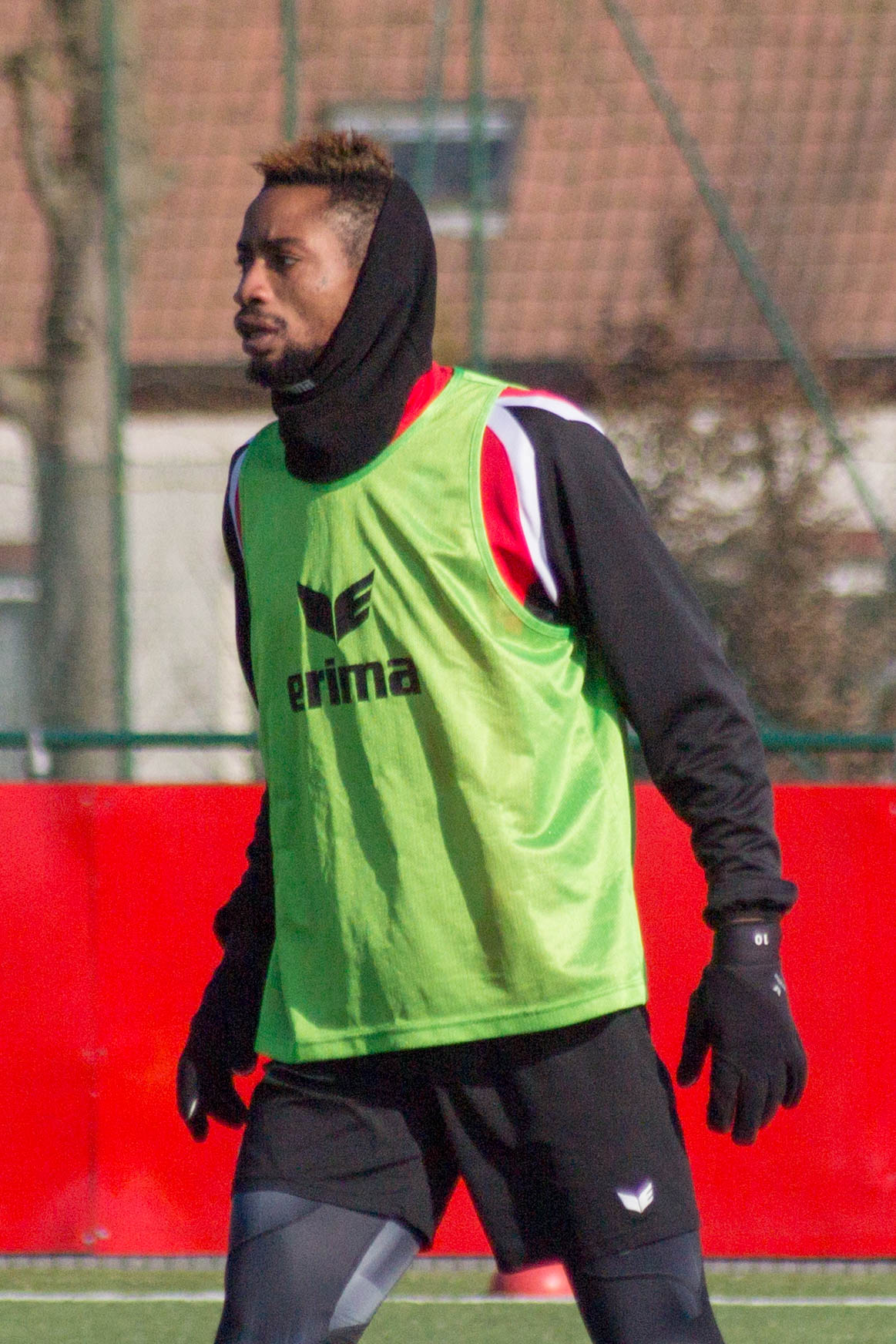
Jonathan Bolingi, joueur évoluant au club de 2014 à 2017

### Présidents[8]
| Ordre | Nationalité | Nom                                                           | Période   |
| ----- | ----------- | ------------------------------------------------------------- | --------- |
| 1     |             | Église catholique (Franciscains)                              | 1939-1945 |
| 2     | &           | Gidroph & Sylvestre Mpiana                                    | 1945-1960 |
| 3     |             | Paul Gibson Mukunta                                           | 1960-1968 |
| 4     |             | Ferdinand Ngoma (Intérim)                                     | 1968      |
| 5     | &           | Jean Baptiste Kibwe Pampala & Baudoin Kabimbi Ngoie (Intérim) | 1969      |
| 6     |             | Mouster Ilunga Diata Pakole                                   | 1970-1972 |
| 7     |             | Lukusa Mwengula                                               | 1972-1973 |
| 8     |             | Simis Aladeph                                                 | 1973-1975 |
| 9     |             | Nkanku Nkolela                                                | 1975-1977 |
| 10    |             | Katebe Katoto                                                 | 1977-1982 |
| 11    |             | Tshilombo Mwen Tshitol (Intérim)                              | 1982-1983 |
| 12    |             | Katebe Katoto                                                 | 1983-1985 |
| 13    |             | Jacques Somville                                              | 1985-1997 |
| 14    |             | Moïse Katumbi                                                 | 1997-2020 |
| 15    |             | Malta Forrest                                                 | 2020-     |

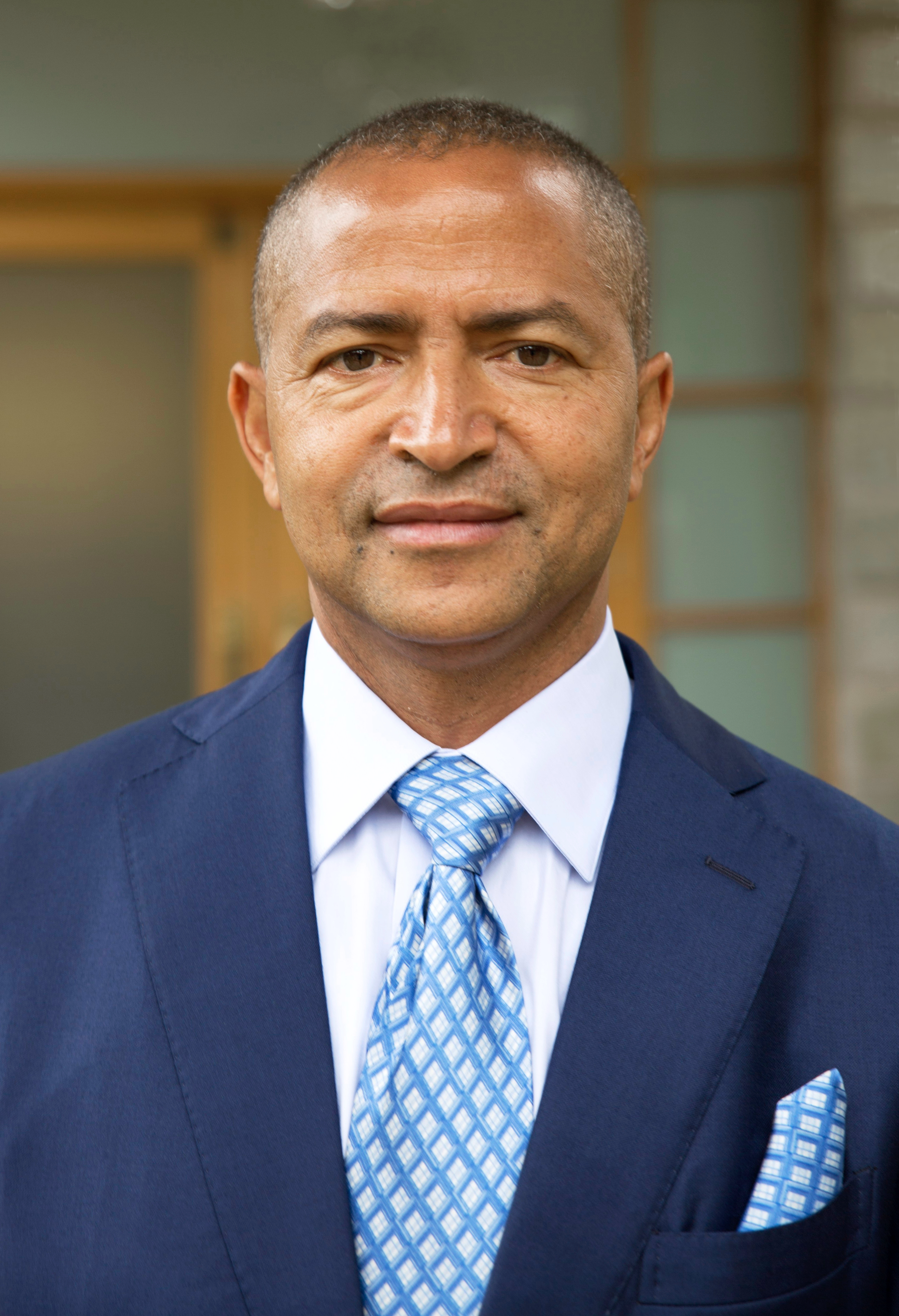
Moïse Katumbi, président du club de 1997 à 2020

### Entraîneurs
| Ordre | Nationalité | Nom                     | Période   |
| ----- | ----------- | ----------------------- | --------- |
| 1     |             | Léon Mokuna             | 1966-1967 |
| 2     |             | Célestin Tambwe Leya    | 1967-1971 |
| 3     |             | Pierre Kalala Mukendi   | 1979-1981 |
| 4     |             | Pierre Mwana Kasongo    | 1982-1983 |
| 5     |             | Nicodème Kabamba        | ?         |
| 6     |             | Mukeba                  | ?-2003    |
| 7     |             | Diego Garzitto          | 2003-2004 |
| 8     |             | Santos Muntubile        | 2005-2008 |
| 9     |             | Diego Garzitto          | 2009-2010 |
| 10    |             | Lamine N'Diaye,         | 2010-2013 |
| 11    |             | Patrice Carteron,       | 2013-2015 |
| 12    |             | Hubert Velud            | 2016      |
| 13    |             | Thierry Froger          | 2017      |
| 14    |             | Pamphile Mihayo Kazembe | 2017-2020 |
| 15    |             | Dragan Cvetković        | 2020      |
| 16    |             | Pamphile Mihayo Kazembe | 2020-2021 |
| 17    |             | Franck Dumas            | 2021-2022 |
| 18    |             | Pamphile Mihayo Kazembe | 2022-2023 |
| 19    |             | Lamine N'Diaye          | 2023-     |

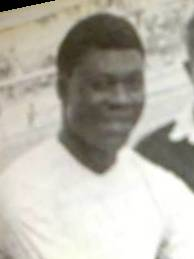
Pierre Kalala Mukendi, vainqueur de la Coupe d'Afrique des vainqueurs de coupe de football 1980
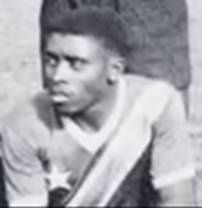
Pierre Mwana Kasongo, entraîneur du club entre 1982 et 1983
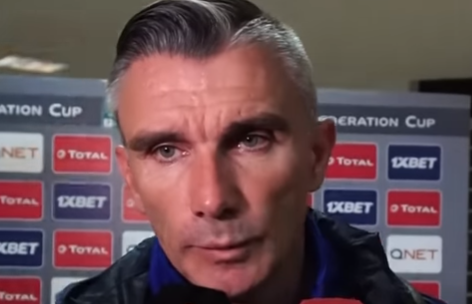
Patrice Carteron, vainqueur de la Ligue des champions de la CAF 2015
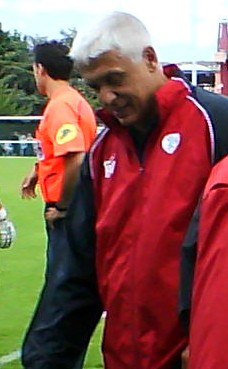
Hubert Velud, vainqueur de la Coupe de la confédération 2016
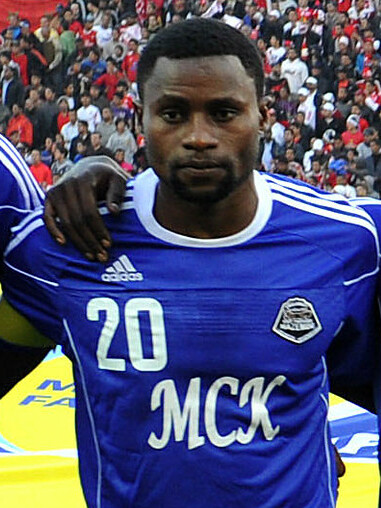
Pamphile Mihayo Kazembe, vainqueur de la Coupe de la confédération 2017
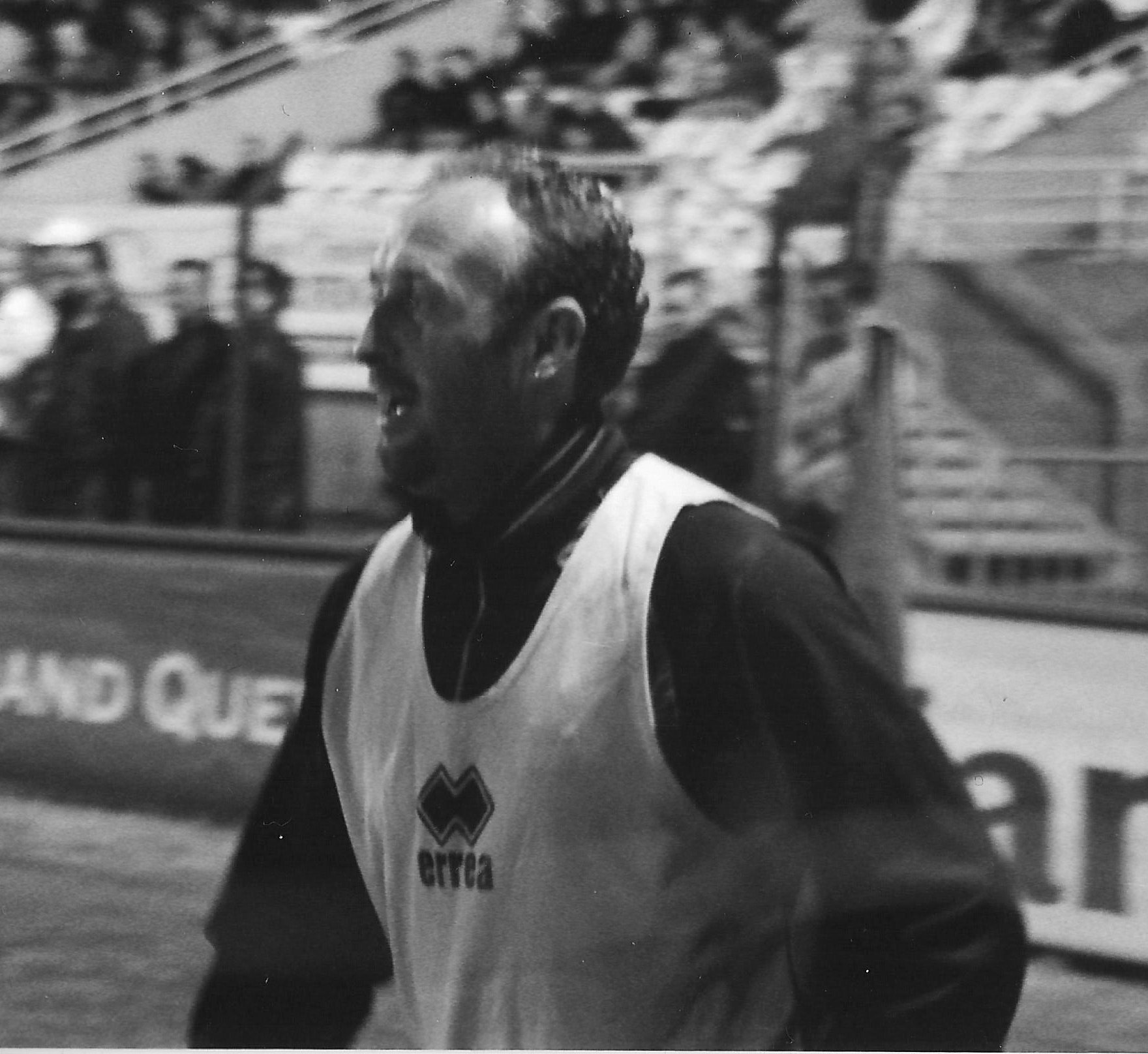
Franck Dumas, entraîneur du club de 2021 à 2022

## Galerie

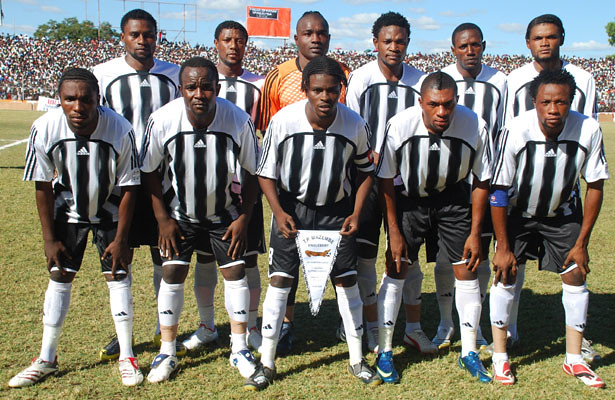
Le TP Mazembe en avril 2009
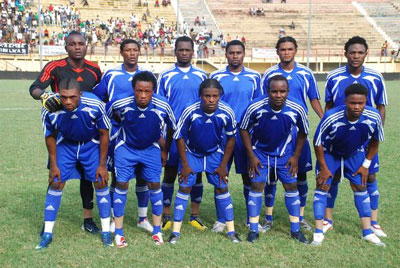
Le TP Mazembe en novembre 2009
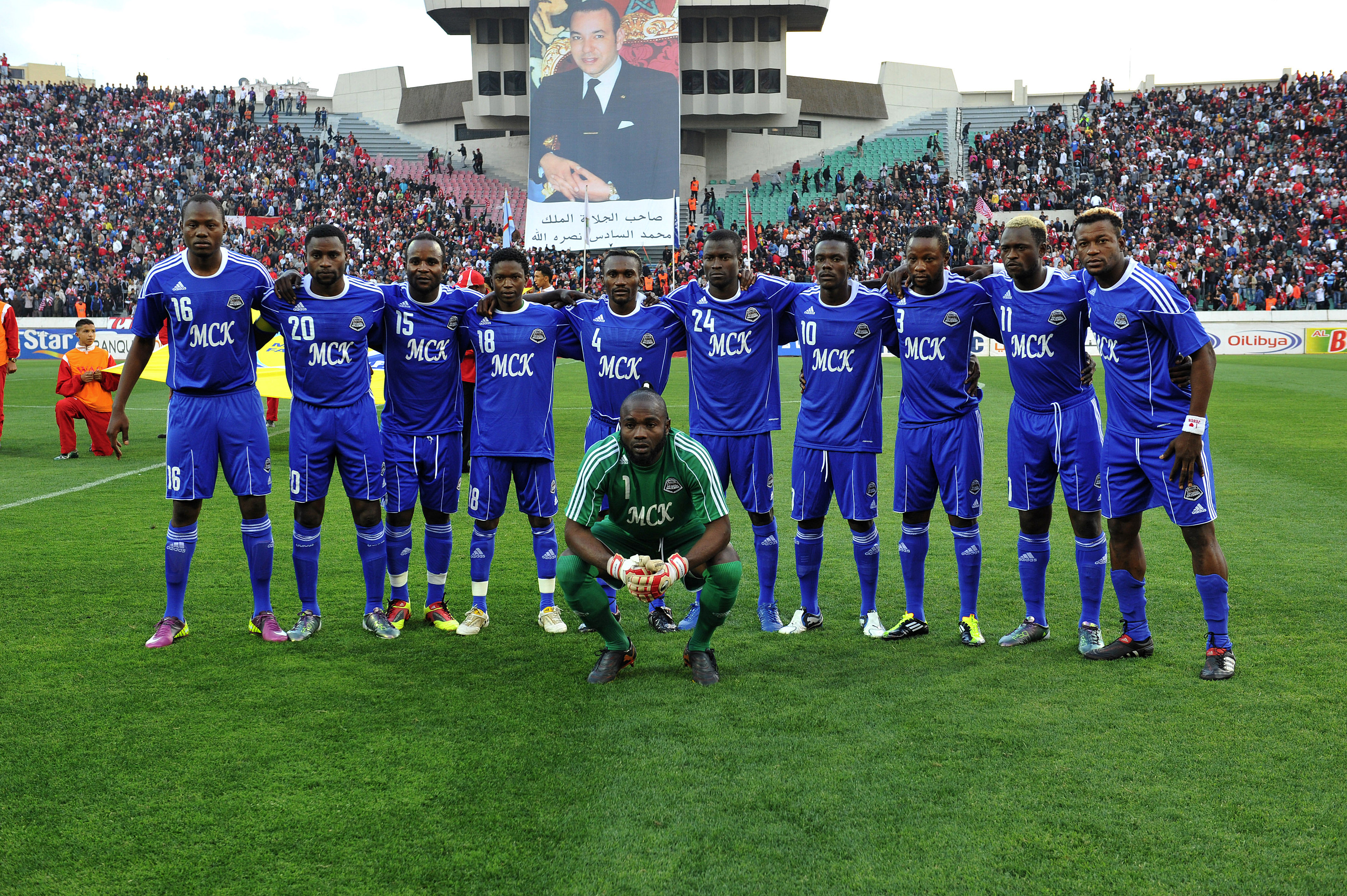
Le TP Mazembe en avril 2011